# Kadoma
Kadoma (do 1982. Gatooma) grad je u središnjem Zimbabveu, u pokrajini Mashonaland West. Osnovana je krajem 19. stoljeća kao rudarsko naselje. Najznačajniji su rudnici zlata, bakra i nikla u 7 km udaljenom Eiffel Flatsu, u vlasništvu državne tvrtke Rio Tinto Zimbabwe. Lokalno se stanovništvo također bavi uzgojem i preradom pamuka.
Kadoma je 2002. imala 76.346 stanovnika, čime je bila 8. grad po brojnosti u državi.

## Gradovi prijatelji
- Stevenage, Engleska, Ujedinjeno Kraljevstvo

## Vanjske poveznice

### Ostali projekti
|  | Zajednički poslužitelj ima još gradiva o temi Kadoma |